# William Mahone
William Mahone (1 december 1826 – 8 oktober 1895) was een Amerikaans politicus, militair, genieofficier en spoorwegingenieur. Hij kreeg vanwege zijn gestalte de bijnaam: Little Billy.
William Mahone was president van de Norfolk and Petersburg Railway en was van 1864 tot 1865 lid van de senaat van Virginia. Tijdens de Amerikaanse Burgeroorlog was hij generaal-majoor in het Zuidelijke leger. Op 30 juli 1864 kwam hij als overwinnaar uit de Slag van de Krater, zonder dat dit de Geconfedereerden veel opleverde.
In 1867 werd hij president van de Virginia and Tennessee Railroad, die hij in 1870 onderbracht in het door hem gestichte consortium Atlantic, Mississippi and Ohio Railroad.
In 1879 was Mahone de initiatiefnemer tot oprichting van de "Readjuster Party", die radicaal stelling nam in het slepend conflict over de staatsschuld van Virginia. De staat had gedurende de Burgeroorlog en de Reconstructie geen rente en aflossingen betaald, waardoor de staatsschuld volkomen uit de hand was gelopen. De helft van de jaarinkomsten van Virginia was nodig voor rente en aflossingen, waardoor niets dreigde terecht te komen van de invoering van openbaar onderwijs en daarmee van de alfabetisering van de vrijgelaten slaven. Mahone vond dit onaanvaardbaar, en richtte in maart 1879 de Readjuster Party op met als voornaamste programmapunt het herfinancieren van de staatsschuld. Zelf werd hij in 1881 namens de partij tot federaal senator gekozen, wat hij bleef tot het einde van zijn termijn in 1887. Hij bleef daarna in Washington DC wonen en overleed daar in 1895.

## Jeugdjaren
William Mahone werd geboren op 1 december 1826 bij Brown's Ferry in Southampton County, Virginia. Hij was de zoon van Jordan Mahone en Martha (Drew) Mahone. Zijn vader had naast een winkel in Monroe, een klein stadje op de oever van de Nottoway River ook een grote lap vruchtbare landbouwgrond. Het gezin kon in 1831 op het nippertje ontsnappen aan de Slavenopstand van Nat Turner.
Toen in de jaren 1830 de spoorwegen aangelegd werden en het handelsverkeer langs de rivier verminderde, verhuisde het gezin in 1840 naar Jerusalem, Virginia. Zijn vader opende daar de Mahone's Tavern.
De jonge Mahone kreeg les in het plaatselijke schooltje en kreeg extra wiskundelessen van zijn eigen vader. Als tiener bezorgde hij per paard de post in Hicksford en Belfield. Hij werd toegelaten tot de Virginia Military Institute in Lexington, Virginia. Hij kreeg les van William Gilham en studeerde in 1847 af als burgerlijk ingenieur.

## Loopbaan als ingenieur

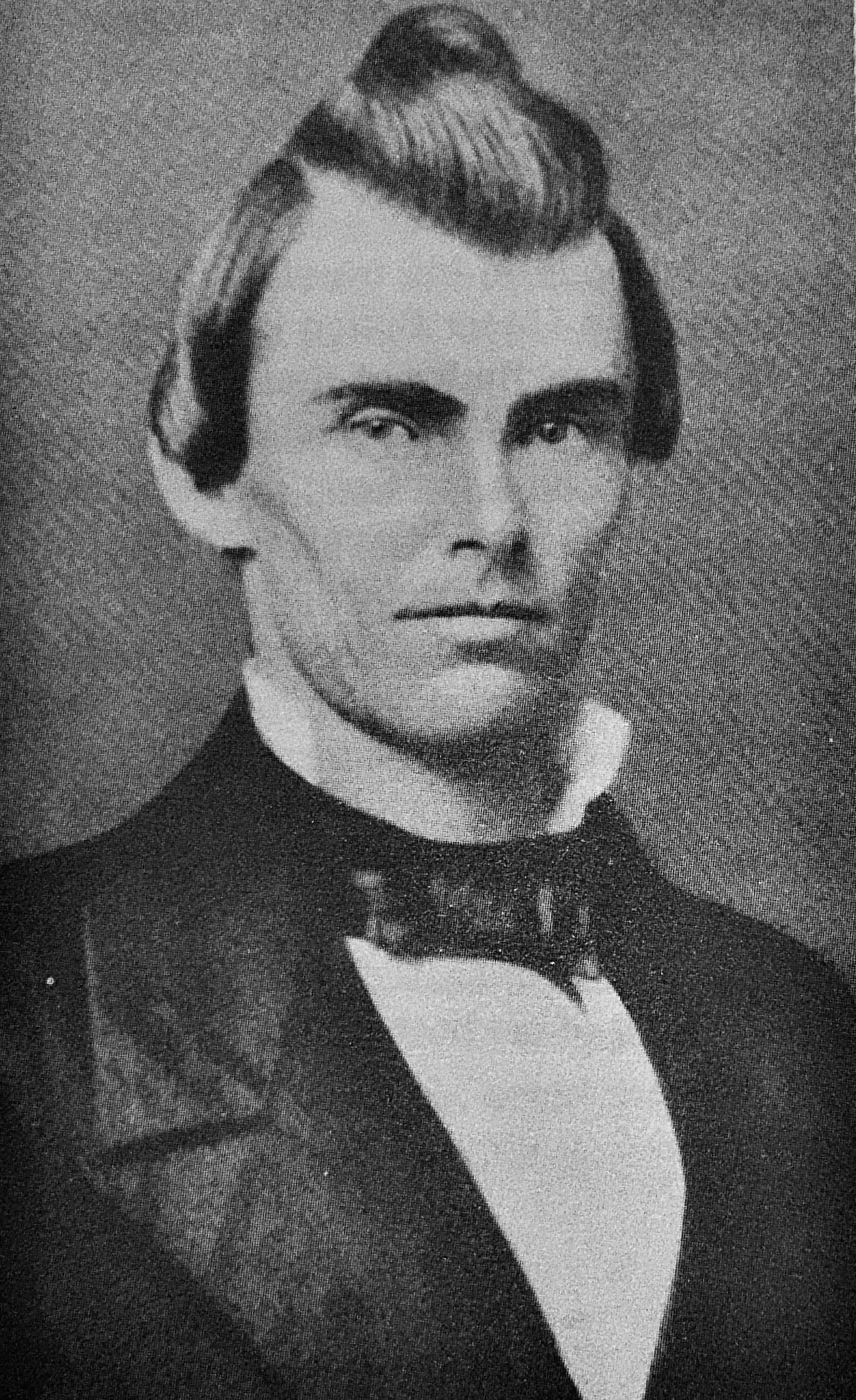
William Mahone in zijn jonge jaren

Mahone was in 1848 werkzaam als leraar aan de Rappahannock Academy in Caroline County terwijl hij ondertussen actief werk zocht als ingenieur. Zijn eerste baan als ingenieur was het mee helpen uitstippelen van een 141 km lang traject die Gordonsville met Alexandria zou verbinden via de Orange and Alexandria Railroad. Daarna werd hij ingehuurd om een Plank Road aan te leggen tussen Gordonsville en Fredericksburg.
Op 12 april 1853 kreeg Mahone de opdracht van Dr. Francis Mallory om de nieuwe Norfolk and Petersburg Railroad  aan te leggen. Om een spoorlijn aan te leggen tussen Norfolk en Petersburg moest de Great Dismal Swamp doorkruist worden. Mahone liet een 20 km lange houten fundering aanleggen doorheen het moeras waarop de spoorweg dan gebouwd werd. Deze wordt heden ten dage nog altijd gebruikt. Hij was ook verantwoordelijk voor de 83 km lange overgangsboog tussen Suffolk en Petersburg. In 1854 ontwierp en bouwde hij het stratenplan voor Ocean View City, een badplaats in Chesapeake Bay in Norfolk County. Mahone was ook verantwoordelijk voor het opmeten en in kaart brengen van het gebied die de Norfolk and South Air Line Railroad zou worden.
Op 8 februari 1855 huwde Mahone met Otelia Butler (1835–1911). Ze was de dochter van Dr. Robert Butler uit Smithfield. Hij was tussen 1846 en zijn overlijden in 1853 State Treasurer van Virginia. 
Otelia Butler stond bekend als een dame met een rijke culturele bagage. Het jonge paar vestigde zich in Norfolk waar ze zouden blijven wonen tot aan de Amerikaanse Burgeroorlog. Ze kregen 13 kinderen waarvan er slechts drie de volwassen leeftijd zouden bereiken, namelijk William Jr. en Robert en een dochter Otelia. Het gezin vluchtte in 1855 naar de geboortestreek van Mahone om te ontsnappen aan een epidemie van gele koorts. 

## Amerikaanse Burgeroorlog

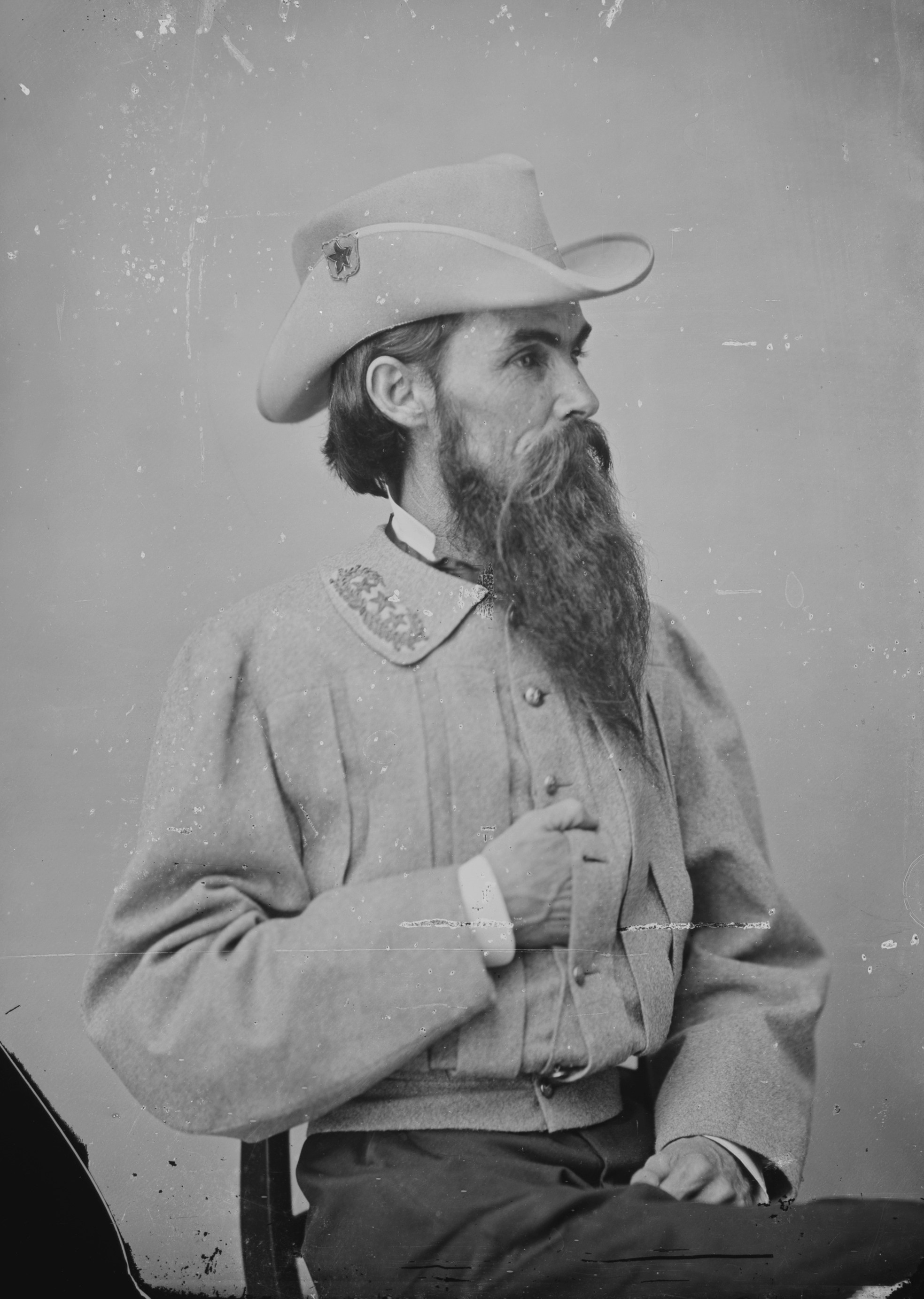
General-majoor Mahone in uniform, rond 1864–1865

Toen de politieke tegenstellingen tussen de Noordelijke en Zuidelijke staten in de tweede helft van de 19de eeuw een kookpunt bereikte, was Mahone voor secessie. Na het uitbreken van de Amerikaanse Burgeroorlog liet Mahone voorraden aanvoeren via zijn spoorwegen om Norfolk te bevoorraden. Toen ook Virginia de Unie verliet, werkte Mahone samen met Walter Gwynn om de Gosport Shipyard in handen te krijgen. Hij liet met veel lawaai en stoom een lege trein naar Norfolk rijden. Liet die in stilte terugkeren en kort daarna opnieuw met veel lawaai de stad binnenrijden. Het Noordelijke garnizoen dacht dat de Zuidelijken versterkingen aanvoerden om de scheepswerven gewapenderhand in te nemen. De Noordelijken trokken zich terug over Hampton Roads naar Fort Monroe. De scheepwerven waren in Zuidelijke handen gevallen zonder dat er een schot gelost werd. Als erkenning werd Mahone een benoeming tot luitenant-kolonel aangeboden in het Confederate States Army. Hij accepteerde deze benoeming. Kort daarop werd hij bevorderd tot kolonel van het 6th Virginia Infantry Regiment. Mahone bleef in Norfolk en viel onder het commando van Benjamin Huger. Op 16 november 1861 werd Mahone bevorderd tot brigadegeneraal en voerde het bevel over het district tot Huger het bevel gaf tot evacuatie.
In mei 1862 assisteerde Mahone met de aanleg en uitbreiding van de verdedigingswerken rond Richmond langs de James en bij Drewry's Bluff. Kort daarna voerde hij een brigade aan bij Seven Pines en Malvern Hill. Na de Schiereilandveldtocht en de Zevendagenslag werd zijn brigade overgeplaatst van Hugers divisie naar de divisie van generaal-majoor Richard H. Anderson. Hij nam deel aan de Tweede Slag bij Bull Run en raakte gewond door een kogel in zijn borst. Hij kon niet deelnemen aan de Marylandveldtocht en keerde pas na twee maanden terug in actieve dienst. Tijdens de Slag bij Fredericksburg leidde hij opnieuw zijn brigade. Door zijn gering gewicht (hij woog slechts 45 kg) werd hij door zijn soldaten "Little Billy" genoemd. Mahone probeerde tijdens de winter van 1862-1863 een bevordering tot generaal-majoor in de wacht te slepen. Alhoewel generaal Robert E. Lee er niet tegen was, zei hij tegen Mahone dat hij voorlopig geen nieuwe generaal-majoor nodige had in het Army of Northern Virginia en dat Mahone zou moeten wachten tot er een plaats vrijkwam.
Na de reorganisatie van het Army of Northern Virginia door generaal Lee werd Mahones brigade toegevoegd aan het nieuwe Third Corps onder leiding van luitenant-generaal A.P. Hill. Zijn brigade zag weinig of geen actie tijdens de Slag bij Gettysburg. Op 2 juli werd hij geacht om deel te nemen aan de aanval op Cemetery Ridge, maar hij hield zijn brigade achter. Tijdens Pickett's Charge, op 3 juli, kreeg zijn brigade de opdracht om de artillerie te beschermen.
Tijdens de Slag in de Wildernis verwonden Mahones soldaten per ongeluk luitenant-generaal James Longstreet. Richard Anderson nam tijdelijk het bevel over en werd zelf vervangen door Mahone. Vanaf de Slag bij Spotsylvania Court House en gedurende de rest van de oorlog zou Mahone bevelhebber blijven over de oude divisie van Anderson. Hij speelde een belangrijke rol tijdens de Slag van de Krater. Om de impasse te doorbreken tijdens de Richmond-Petersburgveldtocht zetten de Noordelijken mijnwerkers in om een tunnel te graven onder de Zuidelijke loopgraven en die vol te stouwen met explosieven. Toen die op 31 juli 1864 tot ontploffing werd gebracht, veroorzaakte dit een groot gat in de Zuidelijke stellingen. Noordelijke eenheden gingen tot de aanval over. Maar in plaats van rond de ontstane krater op te rukken, daalden de aanvallers in de krater af. Dit gaf Mahone kostbare tijd om eenheden te verzamelen een tegenaanval uit te voeren en de Noordeljke aanval af te slaan. Als erkenning werd Mahone bevorderd tot generaal-majoor.
Begin april 1865 slaagde Ulysses S. Grant er eindelijk in om de laatste aanvoerlijn via de Richmond en Petersburg Railroad af te snijden. Na de desastreuze Slag bij Sayler's Creek waarbij de Zuidelijken 7.000 soldaten verloren, riep generaal Lee naar zijn generaals (waaronder Mahone) "Mijn God, valt het leger uit elkaar." Waarop Mahone antwoordde: "Nee, generaal, hier staan soldaten klaar om hun plicht uit te voeren." Geraakt door de loyaliteit van deze manschappen, zei Lee tegen Mahone:"Inderdaad, er bestaan nog trouwe soldaten... Kan je er voor zorgen dat deze soldaten gespaard worden?" Drie dagen later, op 9 april 1865, gaf Lee en het Army of Northern Virginia zich over.

## Na de oorlog

### Terug naar de spoorwegen

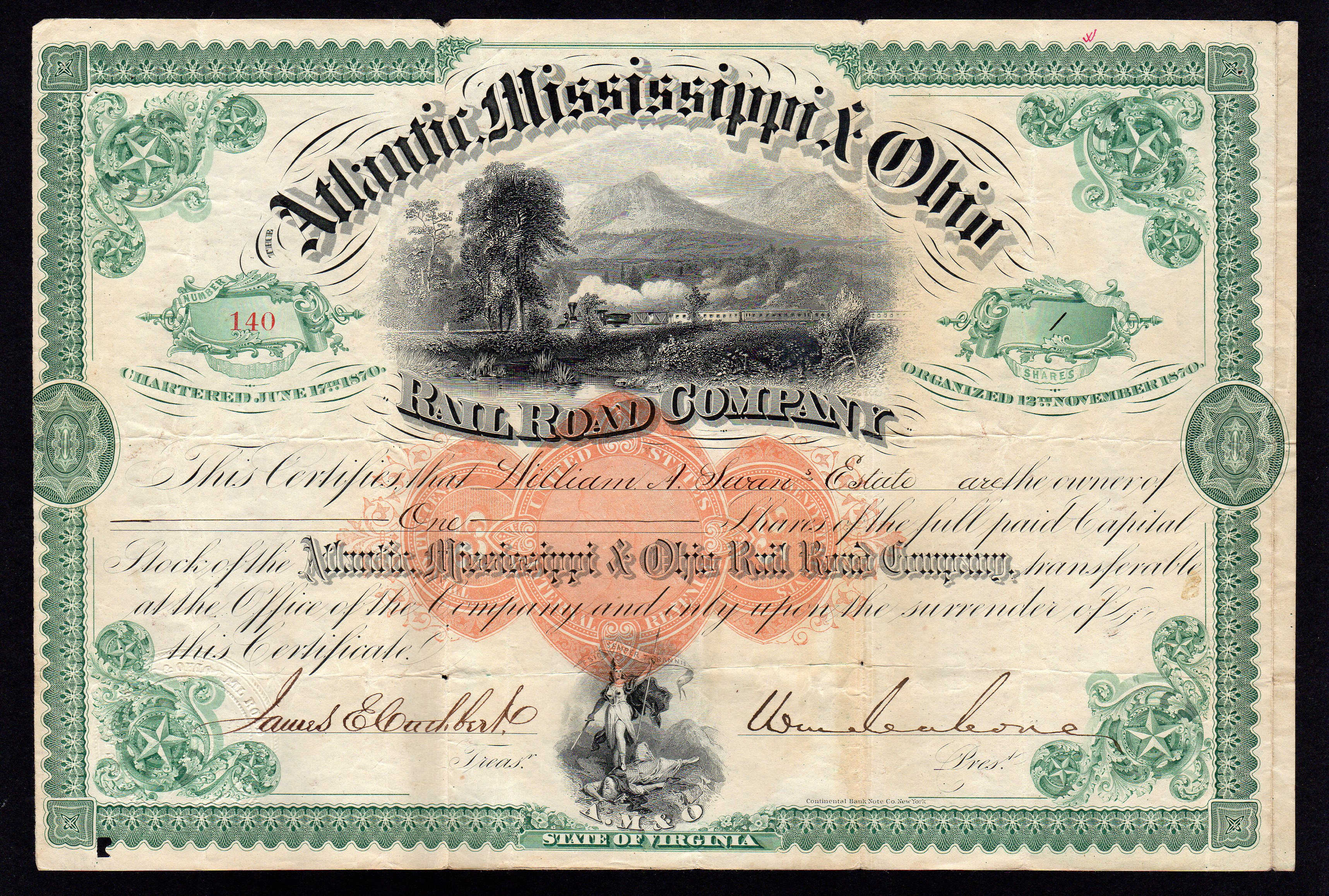
Aandeel van de Atlantic, Mississippi & Ohio Rail Road uit 1871, ondertekend door William Mahone als voorzitter van de spoorwegmaatschappij

In de laatste dagen van de oorlog had Lee aan zijn generaals gevraagd om alles in het werk te stellen om de Zuidelijke economie opnieuw op te bouwen. Mahone droeg zijn steentje bij met de heropbouw en uitbreiding van de spoorwegen. Hij verbond de Norfolk and Petersburg Railroad met de South Side Railroad en de  Virginia and Tennessee Railroad. Eind 1867 was hij voorzitter van alledrie de spoorwegmaatschappijen. Tijdens de reconstructieperiode zette hij zich actief in om van de overheid van Virginia de toestemming te krijgen om de Atlantic, Mississippi & Ohio Railroad op te richten. Samen met de drie andere spoorwegmaatschappijen werd hierdoor 656 km extra spoorweg aangelegd die in 1870 Norfolk met Bristol verbond. Tijdens deze periode woonden Mahone en zijn gezin in Lynchburg, maar zouden in 1872 terug in Petersburg gaan wonen, waar ze ook tijdens de oorlog gewoond hadden. Met de Paniek van 1873 kon hij ternauwernood zijn bedrijf redden. Hij werd uiteindelijk in 1881 uitgekocht waarna de spoorwegmaatschappijen de nieuwe naam van Norfolk and Western kregen.
Met een deel van het geld richtte hij een school op om leraren op te leiden die Afro-Amerikaanse kinderen en voormalige slaven zouden lesgeven. Het Virginia Normal and Collegiate Institute zou uitgroeien tot de Virginia State University. John Mercer Langston zou de eerste directeur worden. Hij stelde ook geld ter beschikking om de Central State Hospital in Dinwiddie County op te richten. Dankzij gronden waaronder zich grote voorraden steenkool bevonden, werd Mahone als een van de rijkste mannen van Virginia beschouwd.

### Politieke loopbaan
Zijn politiek engagement begon al tijdens de oorlog toen hij eind 1863 verkozen werd als volksvertegenwoordiger in het  Virginia General Assembly. Hij zetelde tussen 4 maart 1864 en 9 april 1865. Later werd hij verkozen als burgemeester van Petersburg en deed een gooi naar het gouverneurschap in 1877, wat hij niet won. Mahone werd de voorzitter van de Readjuster Party. Deze partij bestond uit vrije Afro-Amerikanen, Republikeinen en populistische Democraten. Terwijl de Conservatieven meenden dat Virginia zijn schuld integraal moest financieren, meenden de readjusters dat de staatsschuld opnieuw bekeken moest worden door een deel door te schuiven naar de nieuwe staat West Virginia (die voor de oorlog deel uitmaakte van Virginia) en dat Virginia moest investeren in scholen, met name voor Afro-Amerikanen. In 1881 werd William E. Cameron, uit de partij van Mahone verkozen tot gouverneur. Mahone zelf werd verkozen als senator in het federaal parlement.
Naast de succesvolle schuldherschikking, investeerde de partij in scholen en een lerarenkorps voor Afro-Amerikanen. De onpopulaire Poll Tax werd afgeschaft, publieke lijfstraffen werden verboden en er werd een politiekorps opgericht in Danville die bestond uit blanken en Afro-Amerikanen.

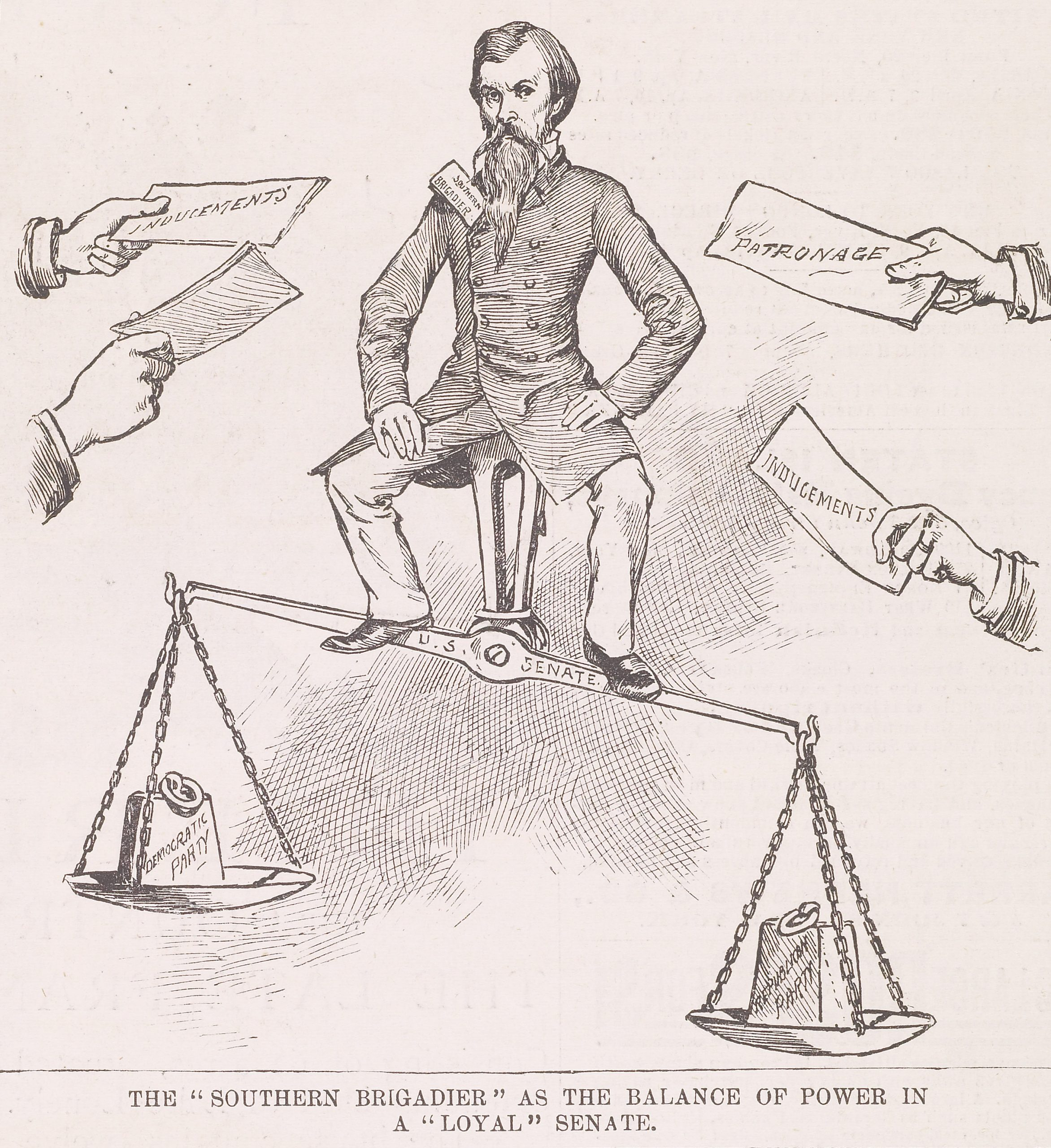
Een cartoon uit 1881 uit de Frank Leslie's Illustrated Newspaper waarop de pas verkozen senator William Mahone staat afgebeeld als bewaker van het evenwicht in de Amerikaanse senaat.

Bij de verkiezingen gingen telkens 37 zetels naar de Republikeinen en de Democraten. Daardoor kreeg Mahone en een andere senator veel invloed in het besluitproces. Hij werd benoemd tot voorzitter van de invloedrijke senaatscommissie voor landbouw, voeding en bossen. Uiteindelijke verloor hij zijn zetel in 1886 aan de conservatieve kandidaat John W. Daniel. Mahone probeerde in 1889 opnieuw gouverneur te worden, maar verloor van de Democraat Philip W. McKinney. Hoewel Mahone geen ambt meer uitvoerde, bleef hij actief in de politiek van zijn thuisstaat. Hij overleed op 8 oktober 1898 aan de gevolgen van een beroerte. Zijn weduwe Otelia stierf in 1911. Hij werd begraven in een mausoleum op het Blandford Cemetery, Petersburg in Petersburg, Virginia. Zijn weduwe werd na haar dood naast haar man begraven.

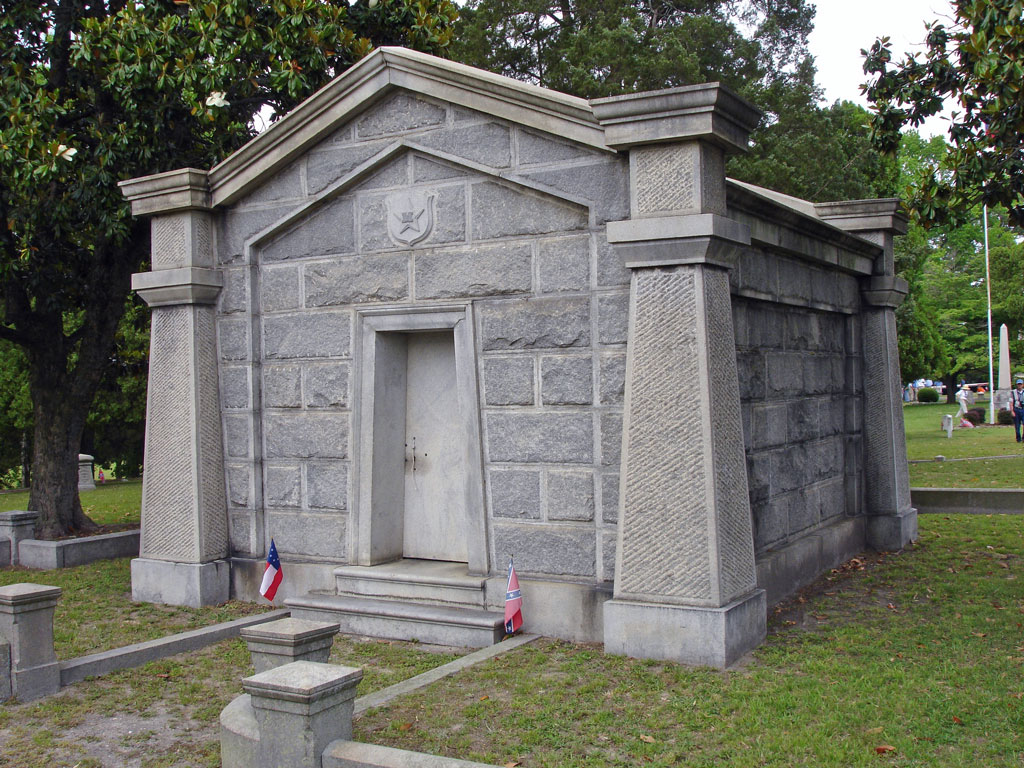
Het mausoleum van Mahone op het Blandford Cemetery in Petersburg.

- Gemeinsame Normdatei: 1175929778
- International Standard Name Identifier: 0000 0000 2914 8050
- Library of Congress Control Number: n88274125
- SNAC: w6gx4qn6
- Biographical Directory of the United States Congress: M000067
- Virtual International Authority File: 50794658
- WorldCat: E39PBJmp8k4bfWjjtq86PTHcT3